# Atlain
Atlain war eine deutsche Heavy-, Power- und Speed-Metal-Band aus Herne, die im Jahr 1983 unter dem Namen Destroyer gegründet wurde und sich etwa 1985 auflöste.

## Geschichte
Die Band wurde Anfang 1983 gegründet. Nach mehreren Besetzungswechseln, da Mitglieder der Bundeswehr beitraten, stellte sich eine feste Besetzung heraus. Die Band bestand daraufhin aus dem Sänger Peter Müller, den Gitarristen Jörg Pryztarski und Andreas Büttner, dem Bassisten Andre Chapelier und dem Schlagzeuger Chris Efthimiadis, welcher auch unter dem Namen Chris Midias bekannt war. Die Gründungsmitglieder waren zuvor Roadies bei der Band Steeler, entschlossen sich aber eine eigene Band zu gründen. Die Band war anfangs noch unter dem Namen Destroyer bekannt. Beeinflusst durch einen Perry-Rhodan-Roman entschieden sie sich jedoch schon bald ihren Namen in Atlain abzuändern. Steelers Label-Boss Axel Thubeauville wurde daraufhin auf die Band aufmerksam und nahm diese unter Vertrag. Die Band begab sich daraufhin im September und Oktober ins Studio und veröffentlichte im Jahr 1984 ihr Debütalbum Living in the Dark. Im März des Jahres spielte die Band außerdem einen Auftritt zusammen mit Steeler. Das zweite Album G.O.E. (Guardian of Eternity) schloss sich im Jahr 1985 an. Andreas Büttner verließ daraufhin die Band und Schlagzeuger Efthimiadis trat Rage, damals noch unter dem Namen Avenger bekannt, bei. Die Band war somit aufgelöst. Pryztarski trat den deutschen Rigor Mortis bei und Chapellier spielte eine Zeit lang bei Holy Moses. Müller trat später einer Band namens Faithealer bei.

## Stil
Laut Frank Kleiner vom Metal Hammer spiele die Band auf Living in the Dark aggressiven Heavy Metal, vergleichbar mit der Musik von Anvil und Mercyful Fate. Das Album sei trotz Aggressivität und Härte dennoch melodisch. Kleiner stellte fest, dass der Stil der Band auf G.O.E. immer „noch schnell und hart“ sei ohne aber bei „Speed oder Thrash anzuecken“. Müllers Gesang sei jedoch begrenzt. David Gregori von metal.de bezeichnete Living in the Dark als eine Mischung aus Power- und Speed-Metal, wobei man Einflüsse von Bands wie Judas Priest, Saxon, Metallica, Iron Maiden und Satan heraushören könne. Martin Popoff stellte in seinem Buch The Collector’s Guide of Heavy Metal Volume 2: The Eighties fest, dass die Band auf Living in the Dark so klingen würde, als mische man Motörhead, Accept und Judas Priest in ihren schnelleren Momenten zusammen. Auf G.O.E. klinge die Band mutiger und sei klanglich mit Vulcain und Killer vergleichbar.

## Diskografie
- 1984: Demo 1984 (Demo, Eigenveröffentlichung)
- 1984: Living in the Dark (Album, Mausoleum Records)
- 1985: Demo 1985 (Demo, Eigenveröffentlichung)
- 1985: Metallic Bunnys (Split mit Holy Moses, Fact, Steeler und Carrie, Earthshaker Records)
- 1985: G.O.E. (Album, Earthshaker Records)